# Crows

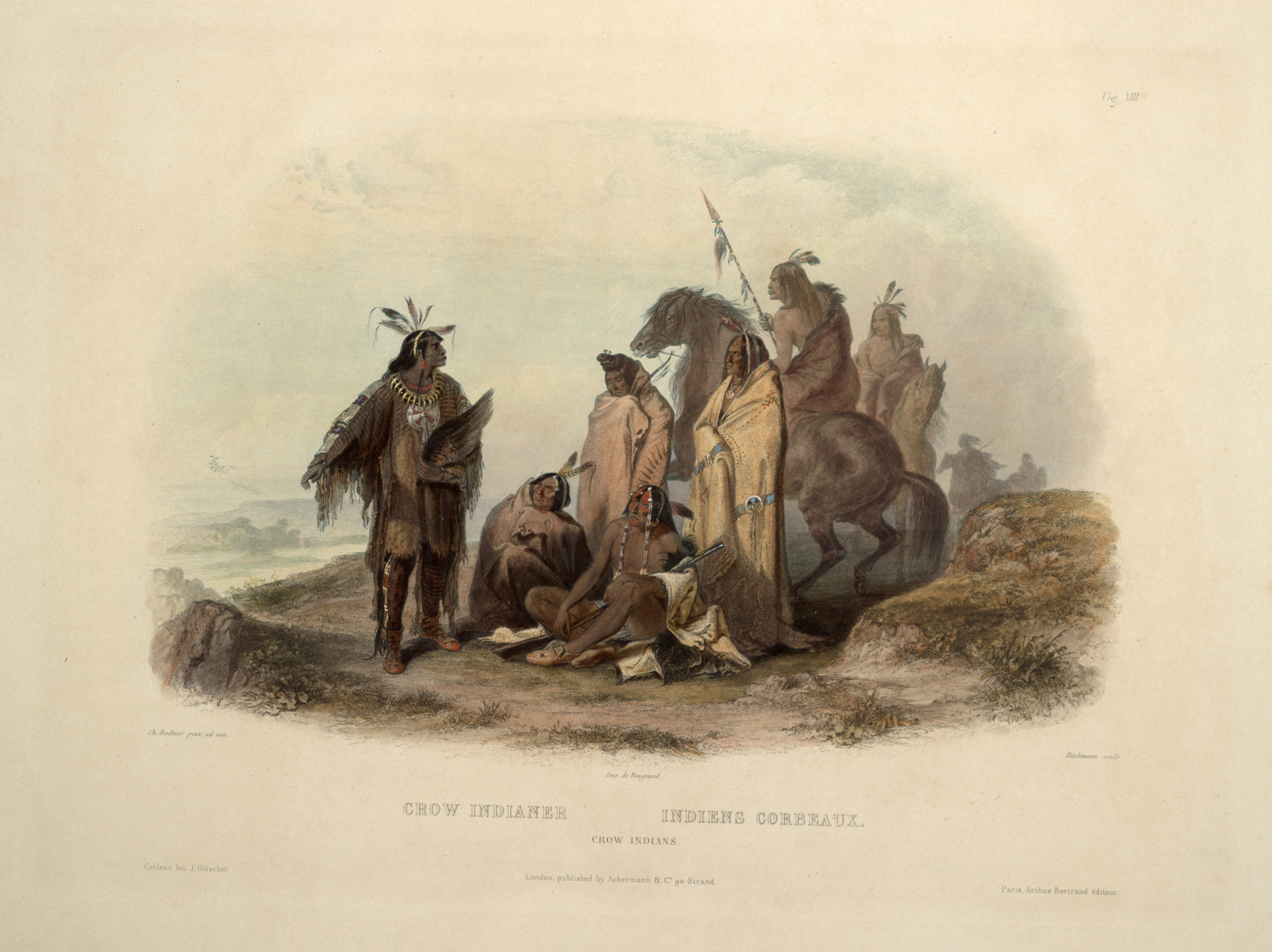
Crows (1840-1843).

Crows, também conhecidos como Absaroka ou Apsáalooke, são uma tribo nativa americana. Historicamente viviam no vale do rio Yellowstone, e atualmente vivem numa reserva ao sul de Billings, no estado de Montana.

## Ligações externa
- «Página oficial das Nações Crow.» (em inglês)
- «Obama Adopted Into Crow Nation, The Washington Post.» (em inglês)